# الیوت نایت
الیوت نایت (انگلیسی: Elliot Knight؛ زادهٔ ۱۰ ژوئیهٔ ۱۹۹۰) یک هنرپیشه اهل بریتانیا است. وی از سال ۲۰۱۱ میلادی تاکنون مشغول فعالیت بوده‌است.
از فیلم‌ها یا برنامه‌های تلویزیونی که وی در آن نقش داشته‌است می‌توان به روزی روزگاری، چگونه از مجازات قتل فرار کرد و خون‌بهای میلیونر اشاره کرد.